# Den galna professorn
Den galna professorn (originaltitel: The Nutty Professor) är en amerikansk film från 1996, med Eddie Murphy i huvudrollen.
Filmen är en nyversion av Dr. Jäkel och Mr. Hyde från 1963 med Jerry Lewis.

## Handling
Professor Sherman Klump (Eddie Murphy) håller på att upptäcka något av stor vetenskaplig vikt inom DNA-forskningen när han träffar på kollegan Carla Purty (Jada Pinkett Smith). Han skäms för sin stora kroppshydda och tycker väldigt mycket om den nya kollegan, så han bestämmer sig för att praktiskt använda sin forskning och förvandlas fysiskt till Buddy Love, en betydligt smalare och charmigare version av sig själv.

## Om filmen
Regisserad av Tom Shadyac efter eget manus skrivet tillsammans med David Sheffield, Barry W. Blaustein och Steve Oedekerk baserat på filmen Dr. Jäkel och Mr. Hyde från 1963 i regi av  Jerry Lewis.

## Rollista
- Eddie Murphy - prof. Sherman Klump / Buddy Love / Lance Perkins / Cletus 'Papa' Klump / Anna Pearl 'Mama' Jensen Klump / Ida Mae 'Granny' Jensen / Ernie Klump, Sr.
- Jada Pinkett Smith - prof. Carla Purty
- James Coburn - Harlan Hartley
- Larry Miller - Dean Richmond
- David Chappelle - Reggie Warrington